# Jean Daniélou

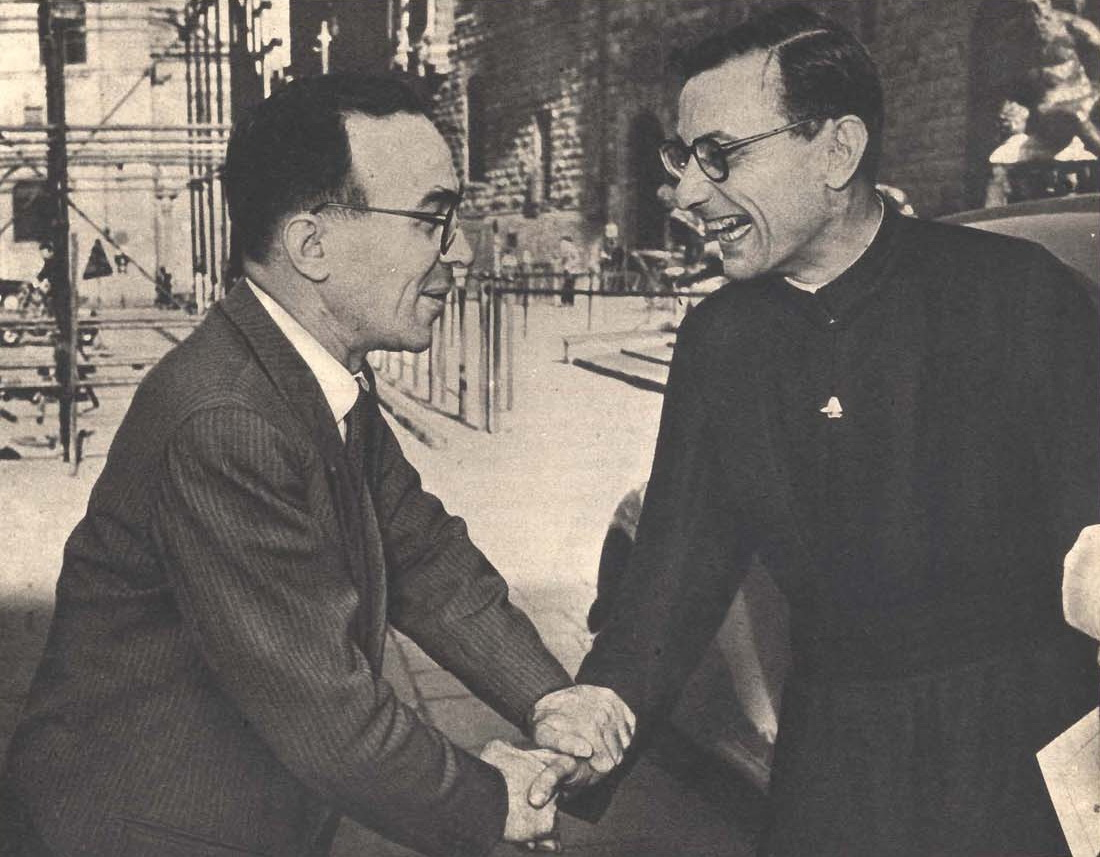
Jean Daniélou (rechts) en Giorgio La Pira in 1953

Jean Daniélou, S.J., (Neuilly-sur-Seine, 14 mei 1905 – Parijs, 20 mei 1974) was een Frans geestelijke, theoloog, historicus en kardinaal van de Katholieke Kerk.
Daniélou was de zoon van een antiklerikaal Frans politicus, die verschillende keren minister was. Hij ging studeren aan de Sorbonne waar hij in 1927 als historicus afstudeerde. Hij trad in 1929 toe tot de jezuïeten en ging lesgeven op een jongensschool in Poitiers. Hij studeerde vervolgens zelf theologie aan de universiteit van Lyon en werd in 1938 tot priester gewijd.
Tijdens de Tweede Wereldoorlog diende hij aanvankelijk bij de Franse luchtmacht. Hij werd in 1940 gedemobiliseerd en promoveerde in 1942 in de theologie. Hij werd moderator bij de École Normale Supérieure de Jeunes Filles in Sèvres. Hij doceerde ook en specialiseerde zich in de patristiek en was een van de grondleggers van de zogenaamde Sources Chrétiennes, een serie bronnenuitgaven van vroeg-christelijke teksten, met name de kerkvaders en andere teksten uit de patristiek. In 1944 werd hij hoogleraar in de vroeg-christelijke geschiedenis aan het Institut Catholique de Paris, waar hij in 1950 decaan werd.
Tijdens het Tweede Vaticaans Concilie trad hij - op verzoek van paus Johannes XXIII op als expert. Tijdens het consistorie van 28 april 1969 werd hij verheven tot kardinaal. Aanvankelijk had Paulus een andere theoloog op het oog om bij dit consistorie kardinaal gecreëerd te worden, en wel de eveneens jezuïtische geleerde Henri de Lubac, maar deze weigerde de eer, omdat hij de bisschopswijding die volgens het kerkelijk recht gepaard diende te gaan met een kardinaalshoed, als een "misbruik van een apostolisch ambt" verwierp. Daniélou was kardinaal-diaken met titelkerk in Rome de jezuïetenkerk San Saba; tevoren was hij slechts veertien dagen titulair aartsbisschop van Taormina op Sicilië geweest.
Op 9 november 1972 werd hij lid van de Académie française als opvolger van Eugène kardinaal Tisserant.
De kardinaal liet zich aan het begin van de jaren zeventig niet onbetuigd in het debat over de koppeling tussen priesterschap en celibaat, waarbij hij zijn pijlen met name richtte op het Nederlands episcopaat, dat, in zijn ogen, een anti-Roomse koers voer.
Daniélou stierf in een bordeel in de Rue Dulong te Parijs. De zaak is natuurlijk omstreden. Door verdedigers van de kardinaal is aangevoerd, dat hij daar was omdat hij het zich ontfermen over de kansarmen zag als een deel van zijn pastorale taak; en er is geen reden om deze welwillende verklaring per se te willen verwerpen.

## Selecte bibliografie
- 1944 Platonisme et théologie mystique : doctrine spirituelle de saint Grégoire de Nysse, Aubier, Parijs
- 1948 Origène, Table ronde, Parijs
- 1951 Bible et liturgie, la théologie biblique des sacrements et des fêtes d'après les Pères de l'Église, Cerf, Parijs
- 1952 Les anges et leur mission, d'après les Pères de l'Église, Desclée, Parijs
- 1956 Dieu et nous, Bernard Grasset, Parijs
- 1957 Les manuscrits de la Mer Morte et les origines du christianisme, L'Orante, Parijs
- 1958 Philon d'Alexandrie, Fayard, Parijs
- 1967 Les Évangiles de l'enfance, Seuil, Parijs
- 1968 La Trinité et le mystère de l'existence, Desclée de Brouwer, Parijs
- 1970 L'être et le temps chez Grégoire de Nysse, Brill, Leiden

- Bibsys: 90055549
- Biblioteca Nacional de España: XX1150094
- Bibliothèque nationale de France: cb11898557t (data)
- Catàleg d'autoritats de noms i títols de Catalunya: 981058511773106706
- CiNii: DA0163111X
- Digitale Bibliotheek voor de Nederlandse Letteren: dani026
- Gemeinsame Normdatei: 118523600
- International Standard Name Identifier: 0000 0000 8338 9269
- Library of Congress Control Number: n80067120
- Nationale Bibliotheek van Letland: 000085149
- Base Léonore: 19800035/1255/44773
- MusicBrainz: 7368cfb5-2297-439c-a090-db2d07847f8d
- Bibliotheek van het Japanse parlement: 00437191
- Nationale Bibliotheek van Tsjechië: ola2002159090
- Nationale bibliotheek van Australië: 35713790
- Nationale Bibliotheek van Israël: 987007260287005171
- Nationale Bibliotheek van Polen: a0000001181593
- Nationale en Universitaire bibliotheek Zagreb: 000054574
- Nederlandse Thesaurus van Auteursnamen: 06893551X
- Istituto Centrale per il Catalogo Unico: CFIV093027
- Système universitaire de documentation: 026810743
- Trove: 1053963
- Virtual International Authority File: 4928609
- WorldCat: E39PBJcKKwpRkCm6WxMb9MvJXd